# هشام بن عاص

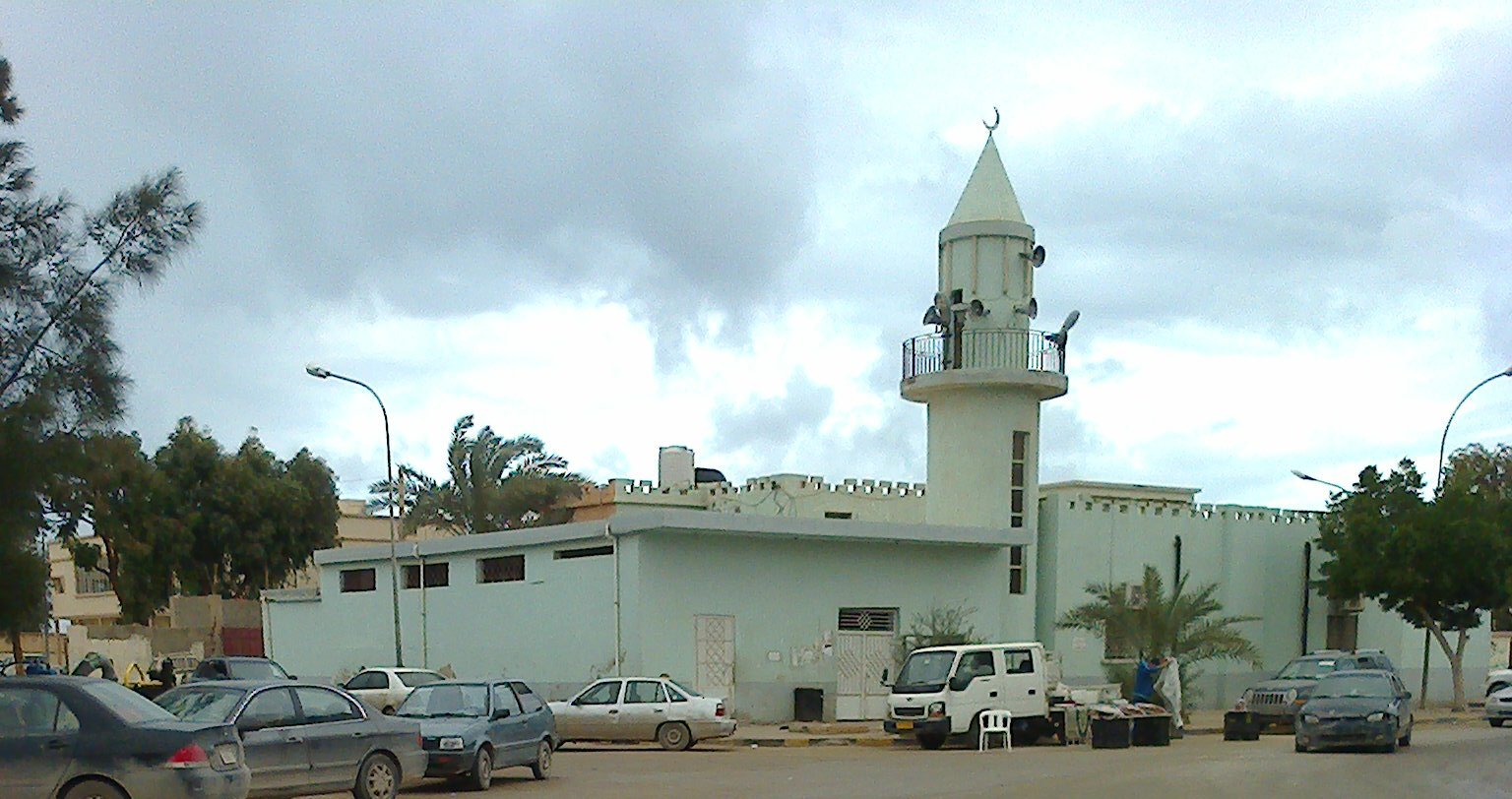
نگاره‌ای از مسجد هشام بن العاص در بنغازی - ۲۰۱۴

هشام بن عاص (عربی: هشام بن العاص) فرزند عاص بن وائل و برادر عمرو بن العاص بود او اهل قبلیه بنو سهم و از نخستین اسلام آورندگان در مکه و اصحاب محمد بود. مشخص است که او قبل از هجرت محمد، اسلام را پذیرفته و این موضوع از گفته‌های عمر قابل تأیید است، اما سال دقیق مسلمان شدن وی مشخص نیست. هشام تلاش کرد همراه با عمر به مدینه مهاجرت کند اما خانواده‌اش مانع او شدند. بعداً وی موفق شد به همراه عایشه به مدینه مهاجرت کند.
او ۵۰ برده را مطابق خواست پدرش آزاد کرد.
سرانجام هشام در نبرد یرموک در سال ۱۳ هجری (۶۳۵ میلادی) کشته شد.